# Ophiarachna megacantha
Ophiarachna megacantha är en ormstjärneart som beskrevs av Hubert Lyman Clark 1938. Ophiarachna megacantha ingår i släktet Ophiarachna och familjen Ophiodermatidae. Utöver nominatformen finns också underarten O. m. erythema.